# Moraea alticola
Moraea alticola är en irisväxtart som beskrevs av Peter Goldblatt. Moraea alticola ingår i släktet Moraea och familjen irisväxter. Inga underarter finns listade i Catalogue of Life.